# جيمس بوردي
جيمس بوردي (بالإنجليزية: James Purdy)‏‏ (17 يوليو 1914 في فريمونت، أوهايو - 13 مارس 2009 في إنغلوود) مترجم، وشاعر، وروائي، ومدرس، وكاتب مسرحي، وكاتب، ومؤلف من الولايات المتحدة.

## الجوائز
- زمالة غوغنهايم

## روابط خارجية
- جيمس بوردي على موقع IMDb (الإنجليزية)
- جيمس بوردي على موقع الموسوعة البريطانية (الإنجليزية)
- جيمس بوردي على موقع ميوزك برينز (الإنجليزية)
- جيمس بوردي على موقع قاعدة بيانات برودواي على الإنترنت (الإنجليزية)
- جيمس بوردي على موقع إن إن دي بي (الإنجليزية)
- جيمس بوردي على موقع ديسكوغز (الإنجليزية)
- جيمس بوردي على موقع قاعدة بيانات الفيلم (الإنجليزية)